# Bernhard Swoboda
Bernhard Swoboda (* 20. Januar 1965 in Bytom, Polen) ist ein deutscher Hochschullehrer. Er ist Inhaber des Lehrstuhls für Handel und Marketing im Fach Betriebswirtschaftslehre der Universität Trier.

## Leben und wissenschaftlicher Werdegang
Nach dem Abitur 1985 in Lünen/Westfalen studierte er Betriebswirtschaftslehre an den Universitäten Gießen und Essen.
Swoboda war von 1990 bis 1996 Wissenschaftlicher Mitarbeiter an der Universität Essen. Er promovierte an der Rechts- und Wirtschaftswissenschaftlichen Fakultät der Universität des Saarlandes mit dem Thema Interaktive Medien am Point of Sale. Eine verhaltenswissenschaftliche Analyse der Wirkung multimedialer Systeme. Ab April 1996 arbeitete er als Wissenschaftlicher Assistent am Lehrstuhl für Betriebswirtschaftslehre und gleichzeitig als Wissenschaftlicher Mitarbeiter am Institut für Handel und Internationales Marketing an der Universität des Saarlandes so wie als Referent am Europa-Institut der Universität des Saarlandes. Im Dezember 2000 habilitierte sich Swoboda und erhielt die Venia Legendi für Allgemeine Betriebswirtschaftslehre. Das Thema seiner Habilitation war Dynamische Prozesse der Internationalisierung. Managementtheoretische und empirische Perspektiven des unternehmerischen Wandels. Swoboda folgte im Jahr 2001 einem Ruf an die Universität Trier.